# Confusione sessuale
La confusione sessuale è una tecnica di gestione integrata progettata per controllare alcuni insetti nocivi
Vengono utilizzati stimoli artificiali che confondono gli individui e interrompono la localizzazione e/o il corteggiamento della compagna, prevengono l'accoppiamento e bloccano il ciclo riproduttivo. Di solito comporta l'uso di feromoni sessuali sintetici, sebbene siano in fase di sviluppo anche altri approcci, come l'interferenza con la comunicazione vibrazionale .